# Esfinge de Haches
La Esfinge de Haches es una escultura ibérica encontrada en la pedanía de Casas de Haches, en el término municipal de Bogarra, provincia de Albacete. Fue desenterrada fortuitamente durante el desarrollo de trabajos agrícolas en las inmediaciones de la Torre de Haches, de época almohade. Ha sido datada entre finales del siglo VI a. C. e inicios del siglo V a. C. y se encuentra depositada en el Museo Arqueológico de Albacete desde 1947 de la mano del por entonces director de esta institución, Joaquín Sánchez Jiménez.

## Descripción
Se trata de un sillar esquinero con talla en alto relieve, donde se representa a esta figura animal y fantástica, una esfinge de marcado carácter apotropaico. Su rasgos la acercan a la figura arcaica griega, estilo que determina sus ojos almendrados o la sutil sonrisa arcaica. 
El cuerpo se representa en reposo sobre un grueso plinto y en posición lateral pudiendo observar sólo tres de sus patas de marcada naturaleza felina (como es propio de las esfinges) y su ala derecha, quedando la izquierda oculta. 
La posición hierática de la figura la rompe su cabeza, tornándose hacia su derecha para quebrar la frontalidad que caracteriza a tantas otras figuras de la escultura contemporánea a esta como los toros ibéricos. Su rostro femenino, de tendencia triangular, rematado por una esquemática diadema de la que cuelgan dos tirabuzones, un remate bien conocido en la estatuaria ibérica.
La figura no puede ser entendida por sí misma, como un elemento escultórico o arquitectónico aislado. El hallazgo de otras piezas de piedra en su lugar de procedencia y su vínculo con un más que probable contexto de carácter funerario ha permitido proponer su pertenencia a un monumento en piedra (similar al de la necrópolis de Pozo Moro) que bien pudo haber pertenecido a una necrópolis o bien pudo ser un hito paisajístico a la manera de algunos monumentos turriformes del Mediterráneo.
Tallas ibéricas que presenten similitudes estilísticas con la Esfinge de Haches las encontramos en las esfinges gemelas de El Salobral (El Salobral, Albacete) o el jinete de la necrópolis de Los Villares (Hoya Gonzalo, Albacete). Al calor de los paralelos estilísticos que encontramos en la pieza, la esfinge tradicionalmente se ha fechado entre fines del siglo VI a. C. e inicios de siglo V a. C., momento de la formación de la cultura ibérica; si bien existen otras propuestas que atrasan algunas décadas su cronología.